# Neuropeptidni B/W receptor
Neuropeptidni  receptori su članovi familije G-protein spregnutih receptora, integralnih membranskih proteina koji vezuju neuropeptide B i W. Ti receptori su predominantno izraženi u CNS-u i imaju brojne funkcije kao što je regulacija sekrecije kortizola.

## Literatura
1. ↑  Tanaka H, Yoshida T, Miyamoto N, Motoike T, Kurosu H, Shibata K, Yamanaka A, Williams SC, Richardson JA, Tsujino N, Garry MG, Lerner MR, King DS, O'Dowd BF, Sakurai T, Yanagisawa M (2003). „Characterization of a family of endogenous neuropeptide ligands for the G protein-coupled receptors GPR7 and GPR8”. Proc. Natl. Acad. Sci. U.S.A. 100 (10): 6251—6. PMC 156358 . PMID 12719537. doi:10.1073/pnas.0837789100.
2. ↑  Mazzocchi G, Rebuffat P, Ziolkowska A, Rossi GP, Malendowicz LK, Nussdorfer GG (2005). „G protein receptors 7 and 8 are expressed in human adrenocortical cells, and their endogenous ligands neuropeptides B and w enhance cortisol secretion by activating adenylate cyclase- and phospholipase C-dependent signaling cascades”. J. Clin. Endocrinol. Metab. 90 (6): 3466—71. PMID 15797961. doi:10.1210/jc.2004-2132.
3. ↑  Singh G, Davenport AP (2006). „Neuropeptide B and W: neurotransmitters in an emerging G-protein-coupled receptor system”. Br. J. Pharmacol. 148 (8): 1033—41. PMC 1752024 . PMID 16847439. doi:10.1038/sj.bjp.0706825.

## Spoljašnje veze
- „Neuropeptide W/Neuropeptide B Receptors”. IUPHAR Database of Receptors and Ion Channels. International Union of Basic and Clinical Pharmacology. Архивирано из оригинала 03. 03. 2016. г.
- NPBWR1+protein,+human на 
- GPR8+protein,+human на 